# Miss May I
Miss May I is een Amerikaanse metalcoreband afkomstig uit Troy, Ohio.

## Biografie
De band werd in 2007 opgericht door Levi Benton, Justin Aufdemkampe, BJ Stead, Jerod Boyd en Ryan Neff. Die laatste werd echter al snel vervangen door Josh Gillepsie, omdat Neff besloot zich aan te sluiten bij Rose Funeral, een band afkomstig uit Cincinnati. De beginjaren van de band kenmerkten zich door het uitbrengen van meerdere kleinere projecten, tot ze in 2009 hun debuutalbum Apologies Are for the Weak uitbrachten, dat hen een platencontract bij Rise Records opleverde.
Op 17 augustus bracht de band haar tweede album Monument uit, dat piekte op een 15de plaats in de Hard Rock-hitlijst van Billboard. Ter promotie van het album toerde de band met bands als Abandon All Ships, Sleeping With Sirens en Bury Tomorrow. Ook in 2011 toerde de band veelvuldig. Zo waren ze het voorprogramma van de  I'm Alive tour van We Came as Romans, naast bands als Close To Home, Of Mice & Men en Texas in July, waren ze co-headliner van de No Guts No Glory tour, samen met Pierce the Veil, Woe, Is Me en Letlive. en eindigden ze het jaar met de Scream it Like you Mean It tour, waar ze het podium deelden met We Came as Romans, The Word Alive en This or the Apocalypse.
Begin 2012 toerden ze met bands als Whitechapel, After the Burial en The Plot in You. Hoewel de band op 8 maart 2012 aankondigde dat hun nieuwe album af was en op 29 mei uitgebracht zou worden, zagen ze zich door een paar last-minute veranderingen genoodzaakt de releasedatum naar 12 juni te verschuiven. Later dat jaar deden ze mee met de Vans Warped Tour en in 2013 waren ze onder andere het voorprogramma voor de Amerikaanse tour van Killswitch Engage.
Op 29 April 2014 bracht de band vervolgens haar vierde album Rise of the Lion uit. Dit album is sterk gebaseerd op de fans van de band. Alle teksten op het album zijn reacties op fan mail die de band ontvangen heeft en voor de albumhoes hebben ze fans gevraagd zich te laten tatoeëren met hun leeuw-ontwerp. Begin 2015 waren ze het voorprogramma voor de Frozen Flame Tour van August Burns Red, waar ze het podium deelden met bands als Northlane, Fit for a King en ERRA.
Voor hun vijfde studioalbum keerde de band terug naar Joey Sturgis, die eerder al de eerste twee albums van de band geproduceerd had. Uiteindelijk werd het album Deathless uitgebracht op 7 augustus 2015. Dit was het laatste album dat de band uitbracht voor Rise Records, want in 2016 verliet de band de platenmaatschappij voor een nieuw contract bij SharpTone Records. Hier bracht de band ook haar zesde studioalbum, Shadows Inside uit. Ter promotie van dit album gaf de band een tour door Noord-Amerika als headliner.
2018 en 2019 spendeerde de band veelal toerend. Zo waren ze onder andere onderdeel van de Gore Core Metal and More Tour en deden ze wederom het voorprogramma van August Burns Red, ditmaal voor de Dangerous Tour. In 2019 organiseerden ze samen met The Word Alive een tour waarin ze het 10-jarig jubileum van de debuutalbums van beide bands vierden, door beide albums integraal na elkaar ten gehore te brengen. Thousand Below en Afterlife verzorgden het voorprogramma.

## Personele bezetting
Huidige leden
- Levi Benton –  leidende vocalen (2007–heden)
- B.J. Stead – leidende gitaar (2007–heden), achtergrondvocalen (2014–heden)
- Justin Aufdemkampe – slaggitaar (2007–heden), achtergrondvocalen (2014–heden)
- Jerod Boyd – drums, percussie (2007–heden)
- Ryan Neff – bas, schone vocalen (2007, 2009–heden)

Vorrmalige leden
- Josh Gillespie – bas, schone vocalen (2007–2009)

Miss May I, live bij With Full Force 2018
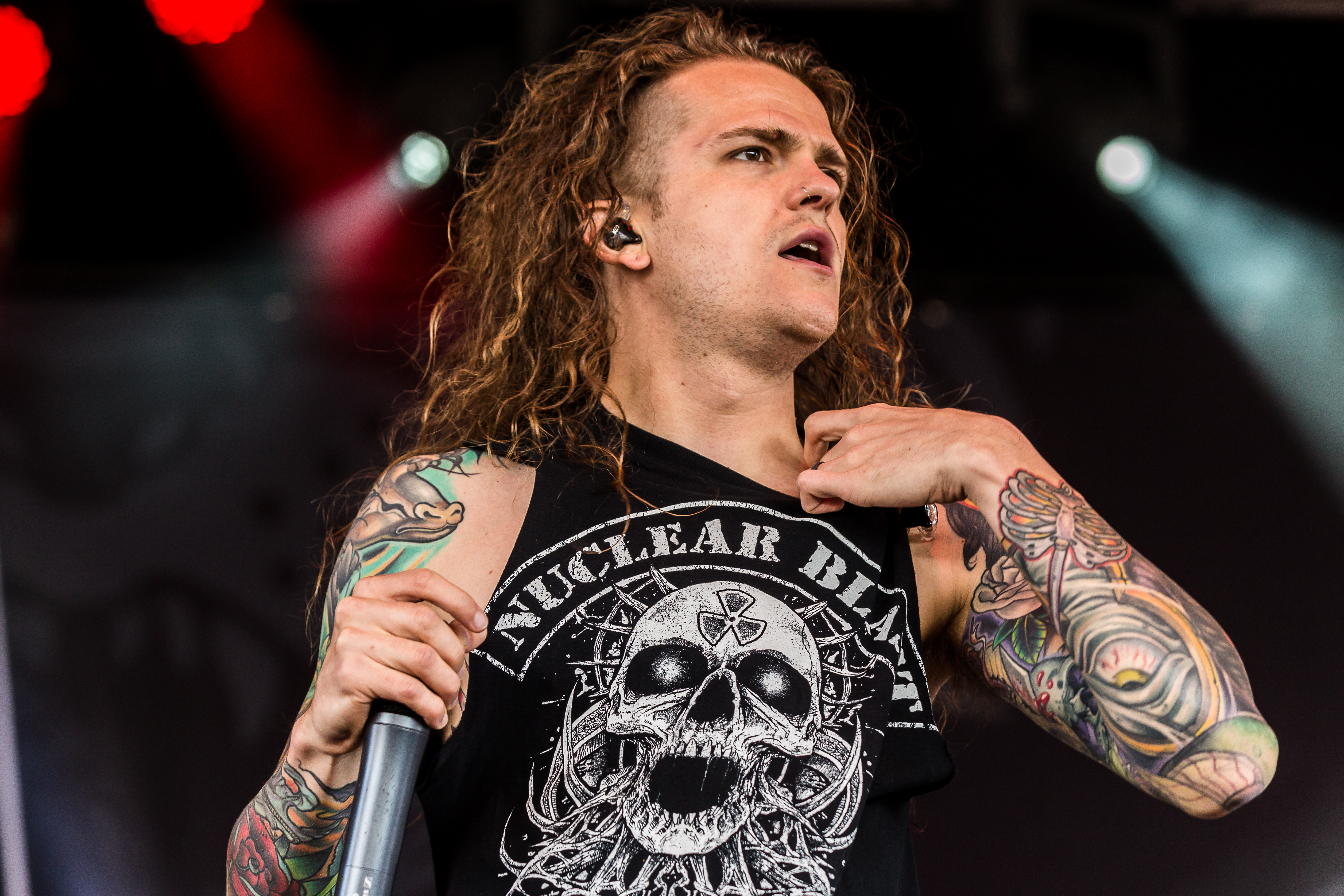
Levi Benton
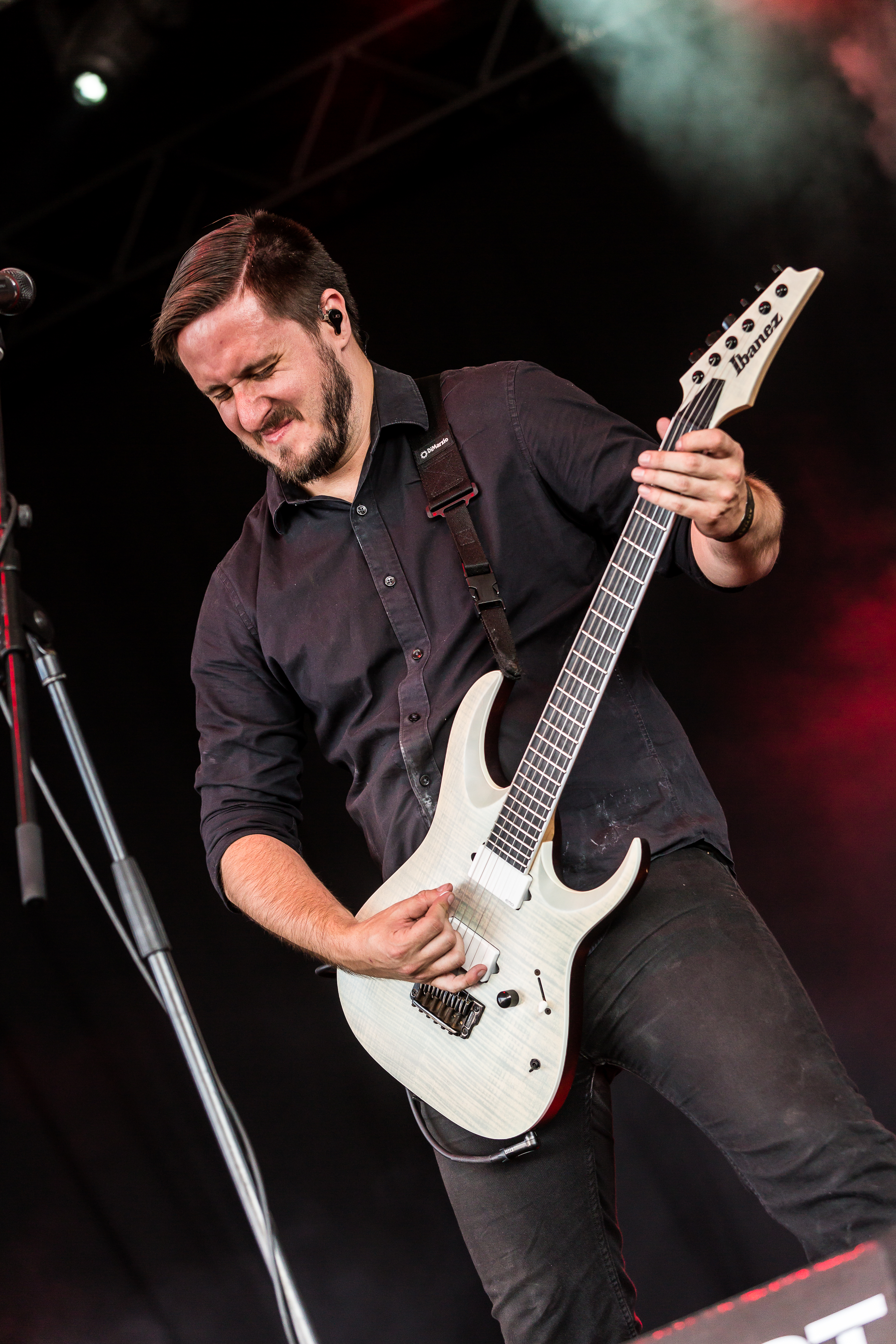
B.J. Stead
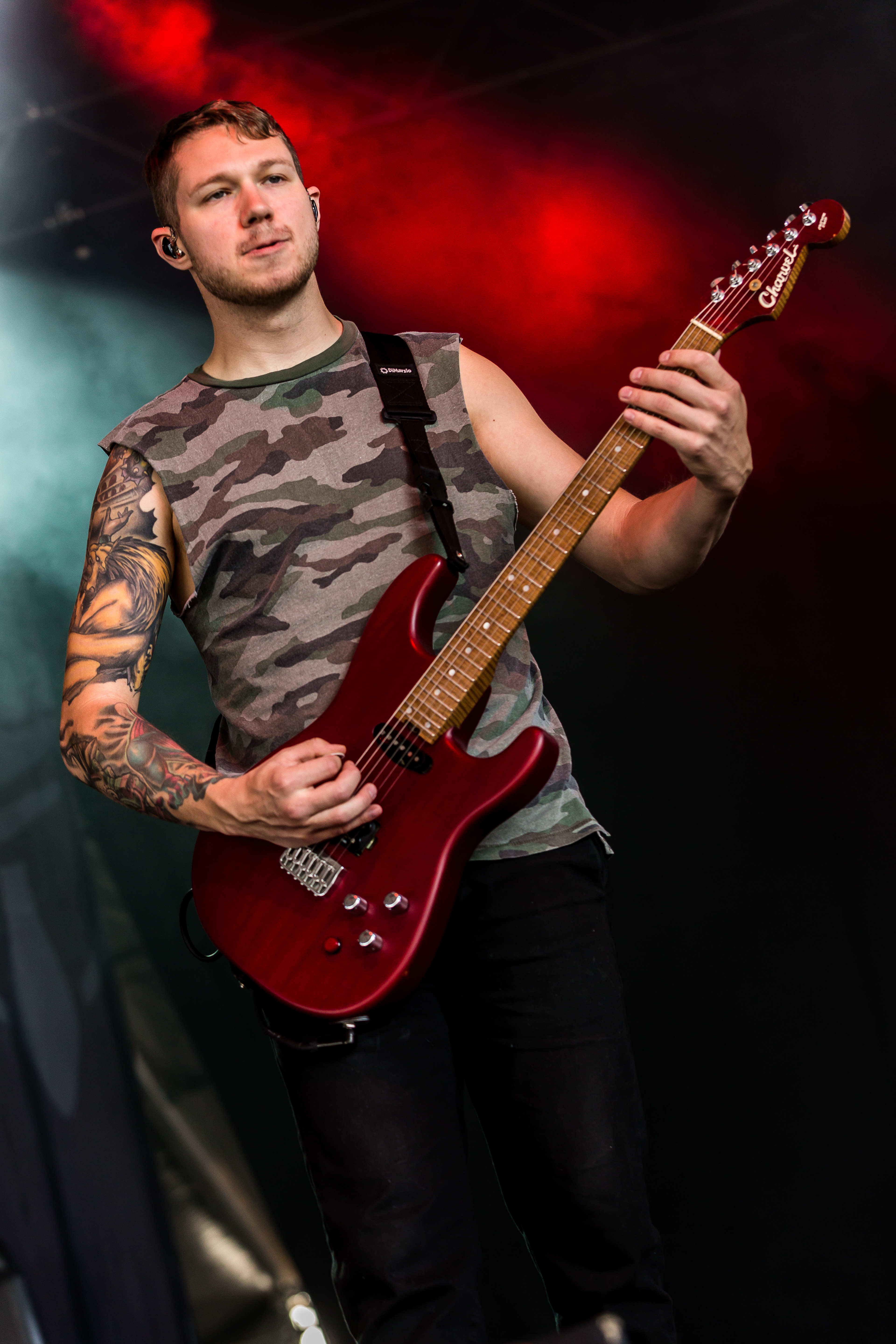
Justin Aufdemkampe
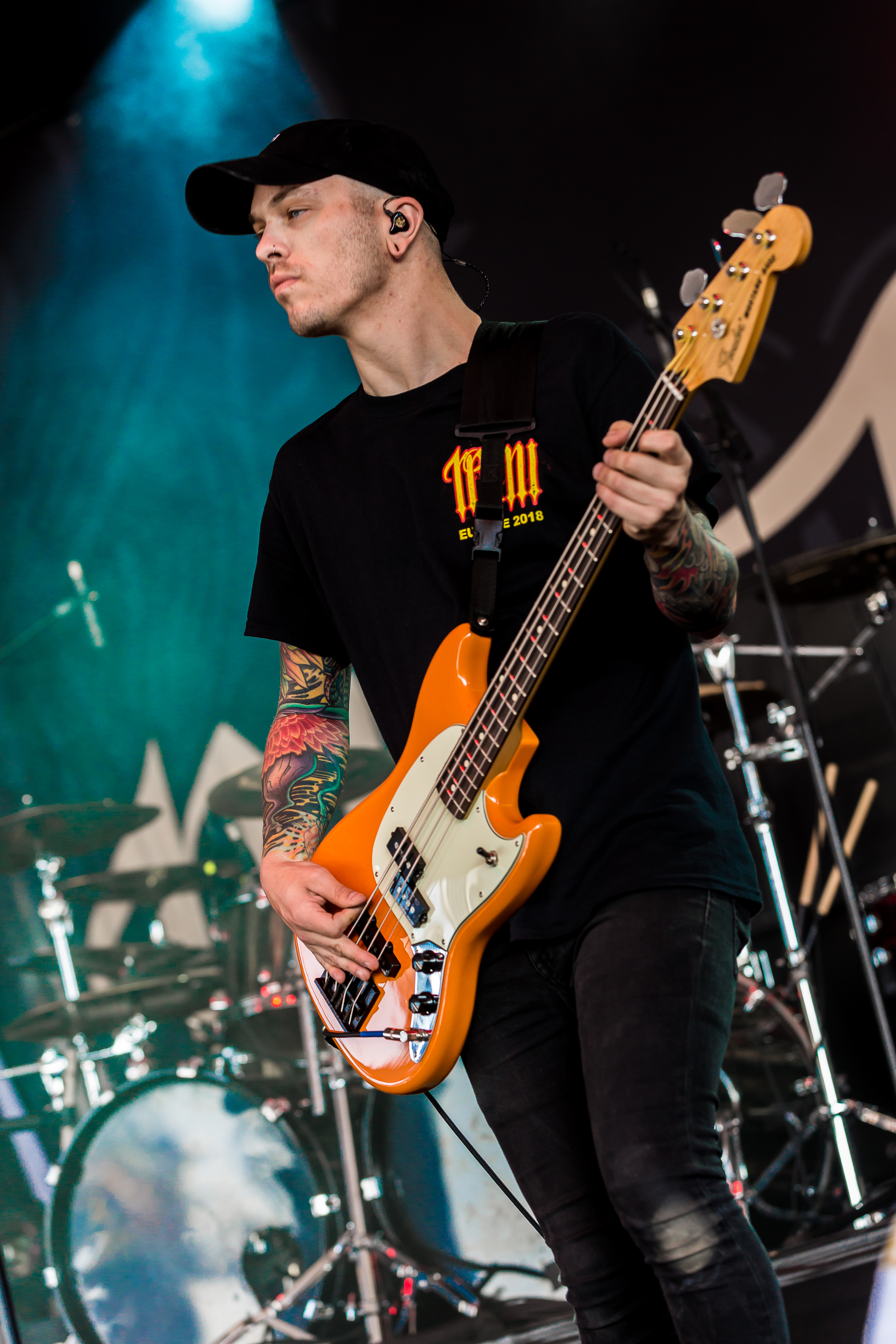
Ryan Neff
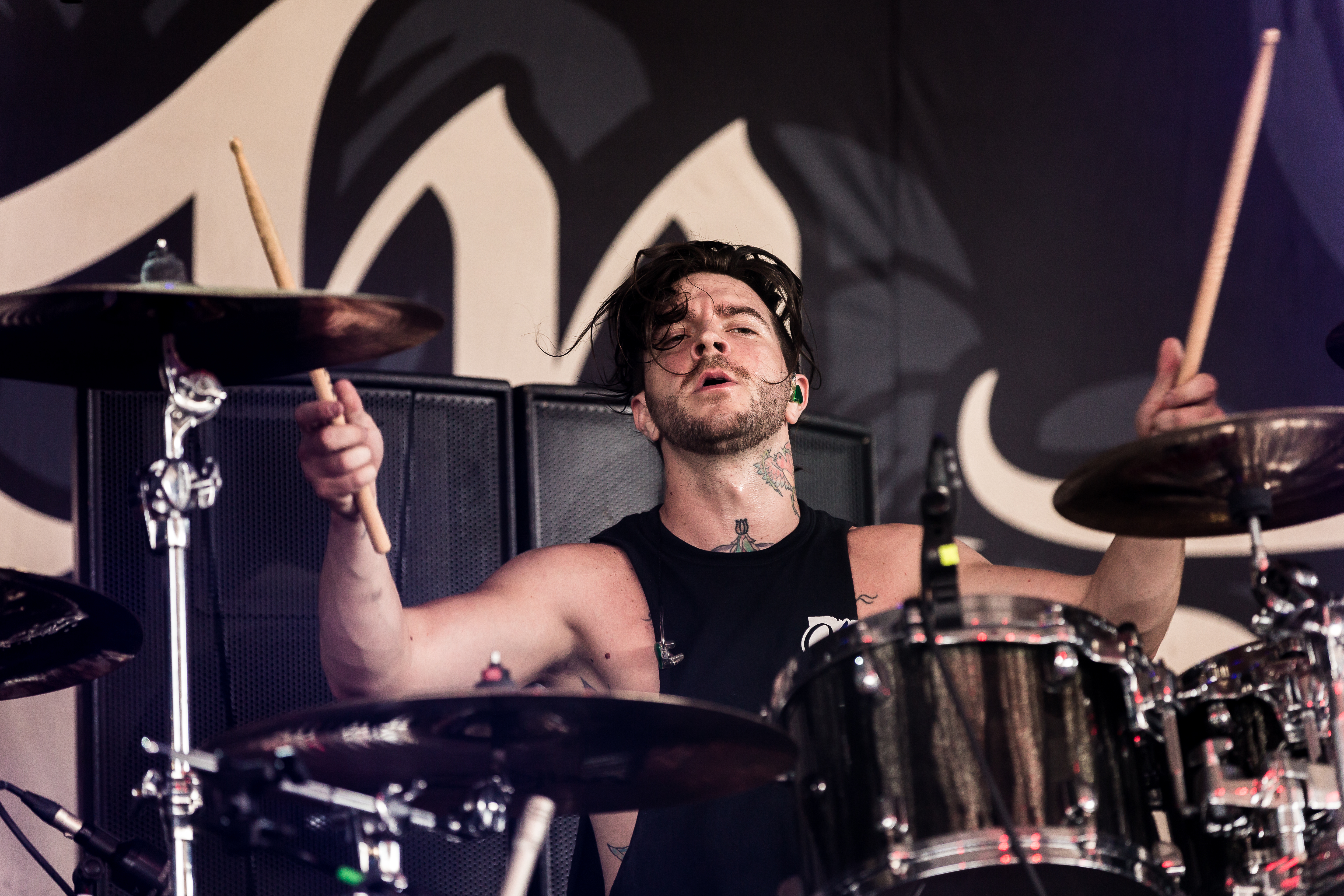
Jerod Boyd

## Discografie
Albums
| Jaar                                                     | Album                      | Label        | Hoogste notering in de hitlijsten | Hoogste notering in de hitlijsten | Hoogste notering in de hitlijsten | Hoogste notering in de hitlijsten |
| Jaar                                                     | Album                      | Label        | US                                | US Rock                           | US Indie                          | US Hard Rock                      |
| -------------------------------------------------------- | -------------------------- | ------------ | --------------------------------- | --------------------------------- | --------------------------------- | --------------------------------- |
| 2009                                                     | Apologies Are for the Weak | Rise Records | —                                 | —                                 | 66                                | —                                 |
| 2010                                                     | Monument                   | Rise Records | 76                                | 31                                | 15                                | 10                                |
| 2012                                                     | At Heart                   | Rise Records | 32                                | 12                                | 5                                 | 3                                 |
| 2014                                                     | Rise of the Lion           | Rise Records | 21                                | 6                                 | 4                                 | 2                                 |
| 2015                                                     | Deathless                  | Rise Records | 49                                | 5                                 | 4                                 | 2                                 |
| 2017                                                     | Shadows Inside             | SharpTone    | 176                               | 37                                | 6                                 | 6                                 |
| "—" geeft aan dat het album geen notering behaald heeft. |                            |              |                                   |                                   |                                   |                                   |

Overige projecten
- Vows for a Massacre (EP; 2007)
- Demo 2008 (Demo; 2008)

## Videografie
- 2010: Forgive and Forget
- 2010: Relentless Chaos
- 2010: Our Kings
- 2011: Masses of a Dying Breed
- 2012: Hey Mister
- 2012: Ballad of a Broken Man
- 2012: Day by Day
- 2014: Gone
- 2014: Echoes
- 2015: I.H.E.
- 2015: Deathless
- 2015: Turn Back The Time
- 2017: Lost in the Grey
- 2017: Shadows Inside
- 2018: Under Fire